# Балтский округ
Балтский округ (укр. Балтська округа) — единица административного деления Одесской губернии Украинской ССР, существовавшая с апреля 1923 года по ноябрь 1924 года. Административный центр — город Балта.

## История
Образован 7 марта 1923 года в составе Одесской губернии.
26 ноября 1924 года в связи с созданием Автономной Молдавской Социалистической Советской Республики Балтский округ был упразднён, а его территория разделена следующим образом:
- к Тульчинскому округу Подольской губернии отошли 4 сельсовета Крутянского района;
- к Первомайскому округу Одесской губернии — Савранский, Ясеневский и часть Святотроицкого района;
- к Одесскому округу Одесской губернии — Валегоцуловский и часть Святотроицкого района;
- к Молдавской АССР — остальная часть территории округа, включая город Балту.